# Karl Kirk
Karl Kirk (født 5. april 1890 i Sønder Nærå, død 6. marts 1955 i Aarhus) var en dansk gymnast, som deltog i OL 1912 i Stockholm.
Kirk deltog på det danske hold i svensk system ved OL 1912, hvor blot tre hold stillede op på Stockholms Stadion. Holdene kunne bestå af 16-40 gymnaster, og det svenske hold vandt klart med 937,46 point foran Danmark med 898,84 point, mens Norge blev nummer tre med 857,21 point.
Kirk var søn af friskolelærer Kirk i Sønder Nærå og var også lærer, Han kom til Eriksminde Efterskole i 1916, efter at han havde fået sin læreruddannelse i Jelling. I 1917 blev Kirk forstander på Eriksminde Efterskole, efter at Mads Laursen havde solgt skolen til skolekredsen. Kirk drev skolen indtil sin død i 1955.[kilde mangler]